# Sporting Lagos Football Club
Maillots
Actualités
Le Sporting Lagos Football Club est un club de football professionnel fondé en 2022 à Lagos, au Nigéria,,. Le club évolue actuellement en Nationale League après sa relégation de la Premier League 2023-2024,. Surnommé « The Tech Boys », Le Sporting Lagos a joue ses matchs à domicile à la Mobolaji Johnson Arena, également connue sous le nom de Onika Stadium.

## Histoire

### Débuts précoces
Le club a été fondé le 3 février 2022 à Lagos au Nigéria, par Shola Akinlade,. Avant cela, il y avait de nombreux clubs dans la ville, dont les plus populaires étaient Ikorodu United FC et Julius Berger FC,.
Le Sporting Lagos a joué son premier match le 13 février 2022. Un match contre Go Round FC de Rivers State, qui s'est terminé sur le score de parité, 1–1. L'équipe a terminé deuxième de son groupe lors des éliminatoires du Super Eight (NNL) lors de sa deuxième saison et a rejoint la Nigeria Professional Football League (NPFL) au début de la saison 2023-2024. En 2022, Paul Offor a été nommé entraîneur. Il a mené le Sporting Lagos à son premier titre de Coupe en 2023 et à sa promotion en NPFL, avant d'être limogé en avril 2024. Il est remplacé par Ibrahim Biffo qui était également entraîneur de Kwara United, Katsina United et Niger Tornadoes.

### De la NNL à la NPFL (2022- )
Le Sporting a obtenu sa promotion dans la Ligue de football professionnel du Nigeria (NPFL) pour la saison 2023/2024 après une victoire 2-0 contre Stormers SC lors de leur deuxième match des éliminatoires du Super Eight de la Ligue nationale du Nigeria (NNL). Avant de remporter le titre de champion de la première édition du tournoi de pré-saison Naija Super 8 après une victoire 4-2 contre ses rivaux locaux Remo Stars FC,.
En 2023-24, le Sporting Lagos a été relégué en NNL après avoir perdu lors de la dernière journée et a terminé à la 17e place en juin 2024 avec un total de 46 points. Le Sporting Lagos a attiré en moyenne 1 180 spectateurs à domicile lors de l’exercice 2023-2024.

## Sponsors
| Saison    | Équipementier | Sponsor du maillot (chest) | Sponsor du maillot (sleeve) |
| --------- | ------------- | -------------------------- | --------------------------- |
| 2023      | Umbro         | Klasha                     | _                           |
| 2023-2024 | Umbro         | Klasha                     | ChopLife                    |
| 2024-2025 | Décimal       | Rexona                     | ChopLife                    |

En 2023, le club a révélé un nouveau partenariat avec Klasha, une plateforme de paiements et de commerce transfrontaliers en Afrique en tant que sponsor principal. Au début de la saison 2023-2024, il a également dévoilé un nouveau logo et le lancement de la marque.

## Couleurs et écusson
Les couleurs d'origine du club sont le bleu néon et le bleu pantone. Lors de la fondation du club en 2022, des maillots bleus ont été utilisés jusqu'à ce que le club adopte sa nouvelle couleur bleu néon et bleu Pantone en 2023. Le symbole de la ville a été adopté comme écusson du club et a été intégré au kit en 2023 au début de la saison 2023-2024[réf. nécessaire].
Le maillot extérieur et le short du Sporting Lagos étaient entièrement composés de jaune.

## Personnalités du club

### Liste des propriétaires du club
| Période | Nom            |
| ------- | -------------- |
| 2022 -  | Shola Akinlade |

### Liste des présidents du club
| Période | Nom             |
| ------- | --------------- |
| 2022 -  | Godwin Enakhena |

### Historique des entraîneurs
| Période     | Nom             |
| ----------- | --------------- |
| 2022        | Uche Okagbue    |
| 2022        | Sanjo Olutayo   |
| 2023 - 2024 | Paul Offor      |
| 2024        | Abdullahi Biffo |
| 2024 -      | Shola Adegun    |